# Harlingerode
Harlingerode is een woonkern (Ortsteil) in de Duitse stad Bad Harzburg in Nedersaksen. Hij telt 3071 inwoners (2016).

Zuidpanorama